# Хоккей с шайбой в России
Хоккей с шайбой – один из самых популярных видов спорта в России. В стране существуют две взрослые профессиональные хоккейные лиги и две молодёжные лиги. Развит детско-юношеский, женский и студенческий хоккей. Федерация хоккея России (ФХР) организует или контролирует чемпионаты, розыгрыши кубков и другие официальные спортивные соревнования, а также международные хоккейные турниры на территории страны.

## История

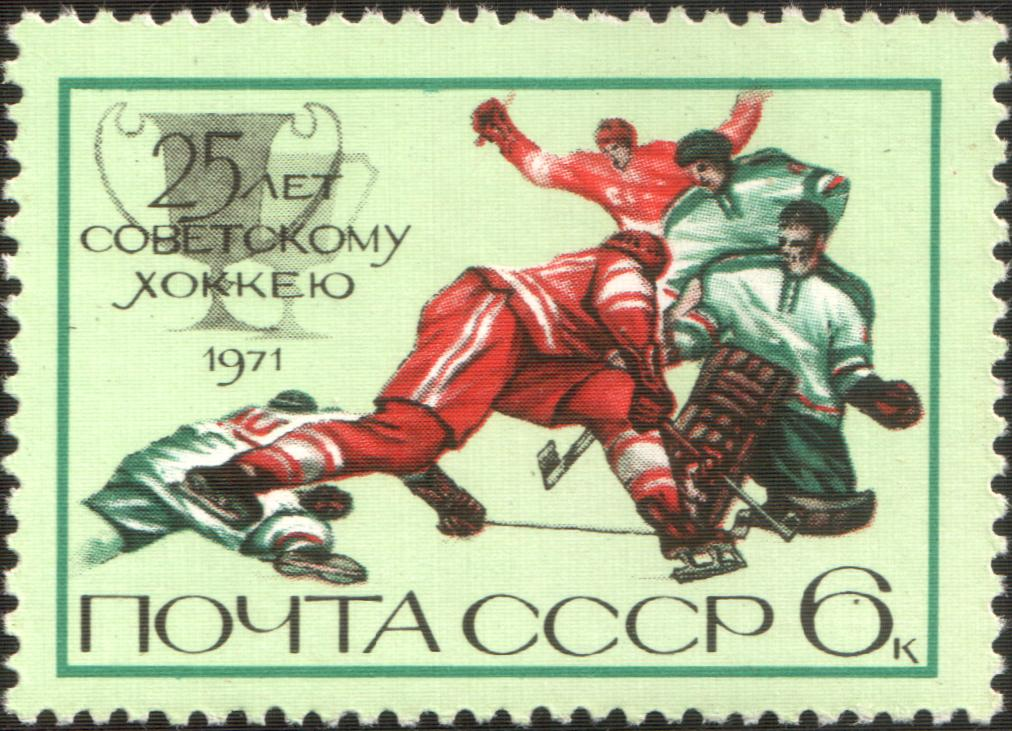
Марка СССР, 1971 г.: Игроки на льду. Серия: 25-летие советского хоккея.

### СССР
Днём рождения хоккея в России считается 22 декабря 1946 года, когда в Москве, Ленинграде, Риге, Каунасе и Архангельске были сыграны первые матчи первого чемпионата СССР по хоккею с шайбой.
Ещё в начале двадцатого века ряд спортивных клубов делал попытку приобщиться к новой игре и даже образовал Всероссийский хоккейный союз, который в 1911 году был принят в члены Международной лиги хоккея на льду, однако вскоре выбыл из её состава, а затем распался и сам.
Первая встреча с этой игрой произошла в феврале 1932 года, когда в Москву приехала команда немецкого рабочего союза «Фихте». Гости привезли с собой незнакомые советским спортсменам клюшки и шайбы, непривычную амуницию, предложив хозяевам провести несколько товарищеских игр. Первыми откликнулись хоккеисты Центрального Дома Красной Армии. Мастера русского хоккея оказались сильнее. Канадская игра тогда, однако, не прижилась, хотя оставшийся после визита «Фихте» инвентарь использовался ещё некоторое время в качестве учебного пособия в Центральном институте физкультуры. Именно студенты Московского института физкультуры в феврале 1946 года провели на стадионе «Динамо» показательные игры по хоккею с шайбой, за 9 месяцев до всесоюзной хоккейной премьеры.
1 апреля 1952 года советская хоккейная федерация принята в ЛИХГ (Международную Федерацию хоккея на льду). Через два года, дебютировав на чемпионате мира 1954 года в Стокгольме, советские хоккеисты сразу же завоевали золотые награды. Уже первая встреча с канадцами закончилась победой советских спортсменов — 7:2. Эта победа принесла сборной СССР первый титул чемпиона мира, советская команда заняла ведущее положение в мировом хоккее. Подлинными героями того турнира стали вратари Николай Пучков и Григорий Мкртычан, защитники Альфред Кучевский, Дмитрий Уколов, Александр Виноградов, Павел Жибуртович, Генрих Сидоренков, нападающие Всеволод Бобров, Виктор Шувалов, Алексей Гурышев, Юрий Крылов, Михаил Бычков, Александр Уваров, Валентин Кузин, Евгений Бабич, Николай Хлыстов, Александр Комаров. Практически этот же состав завоевал через 2 года и олимпийское золото.
Следующее поколение советских мастеров хоккея подхватило и с успехом пронесло эту победную эстафету. В 1960-е годы в составе сборной СССР блистали такие выдающиеся мастера, как Виктор Коноваленко, Константин Локтев, Вениамин Александров, Александр Альметов, Борис Майоров, Вячеслав Старшинов, Виктор Якушев, Станислав Петухов, Анатолий Фирсов, Эдуард Иванов, Александр Рагулин, Виктор Кузькин, Виталий Давыдов. Советская команда под руководством Чернышёва и Тарасова стала тогда признанным лидером мирового любительского хоккея, установив непревзойдённый рекорд — в течение 9 лет подряд (1963—1971) выигрывала все международные турниры.
1972 год — особый в истории отечественного хоккея. Происходит смена игроков, смена тренеров. Эстафету от звездной пары Чернышёв-Тарасов приняли Всеволод Бобров и Борис Кулагин. Под их руководством советская команда впервые скрестила клюшки в очном соперничестве со сборной Канады, составленной из сильнейших игроков НХЛ (Суперсерия СССР — Канада 1972 года). В этих матчах раскрылось хоккейное дарование нового поколения игроков: Владислава Третьяка, Валерия Васильева, Геннадия Цыганкова, Владимира Лутченко, Владимира Петрова, Бориса Михайлова, Валерия Харламова, Александра Якушева, Владимира Шадрина, Александра Мальцева.
Непрерывную победоносную серию своих предшественников им повторить не удалось, но сборная страны побеждала на чемпионатах мира 1973, 1974, 1975 годов и в олимпийском турнире в 1976 году в Инсбруке.
В 1977 году, после двух подряд неудач на чемпионатах мира, сборную страны и клуб ЦСКА возглавил Виктор Тихонов. Под руководством Тихонова сборная СССР восемь раз побеждала на чемпионатах мира и трижды на Олимпийских играх. Под его опекой засверкало мастерство Хелмута Балдериса, Виктора Жлуктова, Вячеслава Фетисова, Алексея Касатонова, Сергея Макарова, Игоря Ларионова, Владимира Крутова, Андрея Хомутова, Вячеслава Быкова и многих других мастеров. В команде Тихонова путевку в большой хоккей получали и те, кто стал в 90-е звёздами Национальной Хоккейной Лиги — Валерий Каменский, Сергей Фёдоров, Александр Могильный, Павел Буре.

### Россия
В 1990-е годы отсутствие стабильности побудило многих ведущих игроков перейти в зарубежные, более богатые, клубы . Российский хоккей лишился своих звезд, которые сделали успешную карьеру в НХЛ и стали лидерами своих команд на долгие годы (эта практика продолжается и сейчас) . Российский хоккей отличается от российского футбола развитостью региональных клубов, поскольку на карте России существуют сильные в экономическом и организационном плане хоккейные центры: Новосибирск, Омск, Магнитогорск, Ярославль, Уфа, Казань, Челябинск и др., которые готовят молодёжные составы. В этот период сборная России, выиграв чемпионат мира 1993 года, затем долго оставалась вообще без медалей, начав возвращаться в элиту мирового хоккея в середине 2000-х .
В 2008, 2009, 2012 и 2014 годах сборная России выигрывала чемпионат мира, не проиграв ни одной встречи на тех турнирах: в 2008 и 2009 годах в финальных матчах была повержена Канада (соответственно 5:4 в овертайме и 2:1), в 2012 и 2014 годах — Словакия и Финляндия со счётом соответственно 6:2 и 5:2. На Олимпийских играх сборная России завоёвывала серебряные медали в 1998 году и бронзовые в 2002 году . Из-за допингового скандала Олимпийский комитет России был отстранён от участия в Олимпиаде-2018, вследствие чего сборную РФ пришлось заявлять как команду Олимпийских спортсменов из России, — и именно на тех Играх россияне смогли завоевать золотые медали, переиграв в овертайме Германию 4:3.
Молодёжная сборная России по хоккею с шайбой выигрывала чемпионаты мира в 1999, 2002, 2003 и 2011 годах, юниорская — в 2001, 2004 и 2007 годах. Женская сборная с момента своего образования становилась бронзовым призёром чемпионатов мира в 2001, 2013 и 2015 годах, при этом на Олимпиаде-2018 заняла 4-е место.

## Национальные чемпионаты
Ныне в стране существуют две взрослые профессиональные хоккейные лиги (упорядочены по силе):
- Континентальная хоккейная лига (КХЛ) — победитель кубка Гагаринастановится победителем этого первенства;
- Всероссийская хоккейная лига (ВХЛ) — победитель Кубка Чемпиона России получает одноимённое звание и становится победителем первенства.

В КХЛ, ВХЛ и МХЛ помимо российских участвуют клубы из других стран Евразии (Белоруссия, Казахстан, Китай).
Для молодёжных команд:
- Чемпионат Молодёжной хоккейной лиги;
- Национальная молодёжная хоккейная лига.

Между Чемпионатом и Первенством МХЛ производится обмен клубами в зависимости от результатов выступлений в сезоне.
Помимо этого проводится Чемпионат России по хоккею с шайбой среди женщин, также любительский и студенческий хоккей.
Организует или контролирует чемпионаты, розыгрыши кубков и другие официальные спортивные соревнования, а также международные хоккейные турниры на территории страны Федерация хоккея России (ФХР).
| Уровень | Лиги/Дивизионы                          | Лиги/Дивизионы                          | Лиги/Дивизионы                          | Лиги/Дивизионы                          | Лиги/Дивизионы                          | Лиги/Дивизионы                                  | Лиги/Дивизионы                                  | Лиги/Дивизионы                                  | Лиги/Дивизионы                                  | Лиги/Дивизионы                                  |
| ------- | --------------------------------------- | --------------------------------------- | --------------------------------------- | --------------------------------------- | --------------------------------------- | ----------------------------------------------- | ----------------------------------------------- | ----------------------------------------------- | ----------------------------------------------- | ----------------------------------------------- |
| 1       | Континентальная хоккейная лига 23 клуба | Континентальная хоккейная лига 23 клуба | Континентальная хоккейная лига 23 клуба | Континентальная хоккейная лига 23 клуба | Континентальная хоккейная лига 23 клуба | Чемпионат Молодёжной хоккейной лиги 38 клубов   | Чемпионат Молодёжной хоккейной лиги 38 клубов   | Чемпионат Молодёжной хоккейной лиги 38 клубов   | Чемпионат Молодёжной хоккейной лиги 38 клубов   | Чемпионат Молодёжной хоккейной лиги 38 клубов   |
| 2       | Всероссийская хоккейная лига 33 клуба   | Всероссийская хоккейная лига 33 клуба   | Всероссийская хоккейная лига 33 клуба   | Всероссийская хоккейная лига 33 клуба   | Всероссийская хоккейная лига 33 клуба   | Национальная молодёжная хоккейная лига 23 клуба | Национальная молодёжная хоккейная лига 23 клуба | Национальная молодёжная хоккейная лига 23 клуба | Национальная молодёжная хоккейная лига 23 клуба | Национальная молодёжная хоккейная лига 23 клуба |
| 3       | Ночная хоккейная лига                   | Ночная хоккейная лига                   | Ночная хоккейная лига                   | Ночная хоккейная лига                   | Ночная хоккейная лига                   | Ночная хоккейная лига                           | Ночная хоккейная лига                           | Ночная хоккейная лига                           | Ночная хоккейная лига                           | Ночная хоккейная лига                           |
| 3       | Москва                                  | Санкт-Петербург                         | Северо-Запад                            | Центр                                   | Приволжье                               | Урал                                            | Юг и Северный Кавказ                            | Сибирь                                          | Дальний Восток                                  |                                                 |